# Walter Holzhausen
Walter Holzhausen (* 23. Juli 1896 in Bonn; † 31. Oktober 1968 ebenda) war ein deutscher Kunsthistoriker und Museumsdirektor.

## Leben und Wirken
Holzhausen studierte nach dem Ersten Weltkrieg an der Universität seiner Heimatstadt Kunstgeschichte bei Paul Clemen und anschließend bei Heinrich Wölfflin in München, wo er zum Dr. phil. promoviert wurde.
In den 1930er Jahren nach Dresden berufen, bekam er die Stelle als Kustos der berühmten Sammlungen der sächsischen Könige im Grünen Gewölbe. Zu der Zeit veröffentlichte Holzhausen eine Vielzahl kunsthistorischer Sach- und Fachbücher und Expertisen. Er trat 1934 der SA bei, am 12. Juli 1937 beantragte er die Aufnahme in die NSDAP und wurde rückwirkend zum 1. Mai desselben Jahres aufgenommen (Mitgliedsnummer 5.819.128).
Nach dem Zweiten Weltkrieg kehrte Walter Holzhausen aus dem zerstörten und sowjetisch besetzten Dresden in seine Geburtsstadt zurück und wurde 1947 städtischer Museumsdirektor. Er leitete das Bonner Institut 15 Jahre lang, bis zu seiner Pensionierung 1962. In dieser Zeit vervollständigte er die Sammlung Rheinischer Expressionisten mit dem Schwerpunkt des Werkes des Bonner Malers August Macke. Ebenso perfektionierte er die Grafiksammlung Romantischer Rheinlandschaften.
Walter Holzhausen gehörte mit Heinrich Lützeler und Karl Pempelfort zum „Kultur-Triumvirat“, das sich in den Nachkriegsjahren regelmäßig in der Künstlerkneipe Zur Kerze am Stammtisch traf.

## Städtisches Kunstmuseum
Der Bonner Universitäts-Professor Franz Obernier (1839–1882) übereignete 1882 sein am Rheinufer gelegenes Privathaus, die Villa Obernier, samt seiner umfangreichen Gemälde- und Kunstobjektsammlung, der Stadt Bonn. Die Stiftung „Villa Obernier“ war über Jahrzehnte das einzige Museum zeitgenössischer Kunst und war bald bekannt für ihre ausgezeichnete Sammlung Rheinischer Expressionisten. Nach der Zerstörung des Hauses im Zweiten Weltkrieg wurden Ende der 1940er-Jahre in der Rathausgasse 7 (hinter dem Bonner Rathaus) in einem umgebauten Bürotrakt die „Städtischen Kunstsammlungen“ eröffnet und Walter Holzhausen zum ersten Direktor ernannt.